# Canal 10 TeleGardel
Canal 10 TeleGardel es una desaparecida señal de cable localizada en la ciudad uruguaya de Tacuarembó. Inició sus transmisiones alrededor del año 1995, y desapareció alrededor del año 2005. Su programación era bastante variada, basada mayormente en noticias y programas deportivos.

## Historia
El proyecto original fue de Santiago Pereira Testa y su directora Marta Balestra Cenóz de Pereira, quien lo dirigió hasta su fallecimiento en enero de 2002. A partir de ese momento pasó a formar parte del patrimonio de la Fundación Tacuarembó en memoria de Marta Balestra, y como tal firmó con la UdelaR a través de la Licenciatura en Ciencias de la Comunicación uno de los primeros convenios entre una institución privada y la Universidad de la República.
Transmitía únicamente por cable, a través de la desaparecida compañía de cable TBO Cable Color, y era el segundo canal del departamento, además de Canal 7 de Zorrilla de San Martín. 
El nombre del canal había sido elegido en honor a un grande del tango rioplatense, Carlos Gardel, y el motivo de su existencia, la reivindicación de su nacimiento en Tacuarembó, lo que llevó a cabo con singular éxito y grandes resultados. Fue un proyecto muy apoyado por grandes personalidades como la gran locutora Cristina Morán, el arquitecto Nelson Bayardo, el Dr. Horacio Paysée González, y muchas otras personalidades de los medios y la cultura, en especial, de la gardeliana.
Canal 10 TeleGardel inició sus transmisiones alrededor del año 1995, en la Ciudad de Tacuarembó, Uruguay. Se convirtió en el segundo canal del departamento, que por entonces tenía como único canal al Canal 7 de Zorrilla de San Martín.
El canal solamente se veía en Tacuarembó, a través de la ya desaparecida compañía de cable TBO Cable Color, hoy Cablevisión.

## Programación[1]
Algunos de sus programas más destacados eran:
- Los Elegidos del 10: Programa de entretenimientos, con reportajes en vivo, música, entre otras cosas. Era conducido por Wellington Rodríguez.
- Enfoque Legislativo: Cobertura de todo lo que acontecía en la Junta Departamental de Tacuarembó. Conducido por Plinio Barboza.
- Vestuario: Un amplio panel de periodistas deportivos, con informes de todo lo acontecido en materia de deportes en el ámbito local y nacional. Lo conducían Marcos Pereira y Pablo Olivera.
- Informativo 10: Conducido por Alexandra Rodríguez y Marcos Pereira.
- Mi ciudad y su Gente: Fue conducido por Wellington Rodríguez.
- Tiempo de feria: Informes de remates mensuales realizados por escritorios rurales. Conducido por Raúl Víctor Castelli.

## Lugar en la grilla de señales de TBO Cable Color
De la poca información de este canal que sobrevivió al paso del tiempo, se sabe que a inicios del año 1995, TeleGardel tenía su lugar fijo (10) en la grilla de señales de TBO Cable Color. Sin embargo, en septiembre de 2000, se adoptó un raro sistema: el de dos canales compartiendo el mismo puesto en una cableoperadora. 
A partir de ese mes, compartía su puesto con el canal Much Music. Durante la mañana, por el canal 10 de TBO Cable Color, se veía Much Music, hasta las 17:00, momento en que empezaba a transmitir TeleGardel.

## Cierre
La desaparición de la compañía de cable TBO Cable Color fue seguida además por el cierre de Canal 10 TeleGardel. Esto ocurrió cerca del año 2005.
Ese mismo año, el espacio que dejó el canal fue ocupado por una señal nueva, también de cable, llamada Soy Tacuarembó TV, que transmitió hasta 2018, emitiendo también a través de la plataforma VeraTV (actualmente Antel TV).

## Premios
- Premios de Televisión Interior, por "Mi Ciudad y su Gente". 22 de diciembre de 2000.[4]